# 乌什地区拉巴尔
乌什地区拉巴尔（法語：La Barre-en-Ouche，法語發音：[la baʁ ɑ̃.n‿uʃ]）是法国厄尔省的一个旧市镇，位于该省西部偏南，属于贝尔奈区。2016年1月1日，乌什地区拉巴尔和相邻的另外15个市镇合并为新市镇乌什地区梅尼勒（Mesnil-en-Ouche）。

## 地理
乌什地区拉巴尔（48°56'46"N, 0°39'55"E）面积17.34 平方千米，位于法国诺曼底大区厄尔省，该省份为法国北部内陆省份，北起滨海塞纳省，西接奧恩省和卡爾瓦多斯省，南至厄尔-卢瓦省，东临瓦兹省、瓦兹河谷省和伊夫林省。
与乌什地区拉巴尔接壤的市镇（或旧市镇、城区）包括：布瓦昂泽赖、乌什地区博勒努、埃皮奈、日赛拉库德尔、拉艾圣西尔韦斯特。

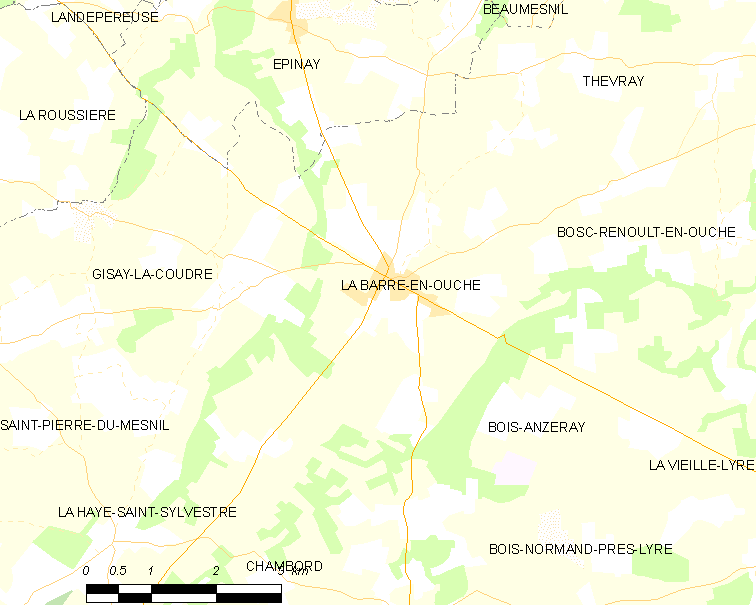
乌什地区拉巴尔的OSM定位图

乌什地区拉巴尔的时区为UTC+01:00、UTC+02:00（夏令时）。

## 行政
乌什地区拉巴尔的邮政编码为27330，INSEE市镇编码为27041。

## 政治
乌什地区拉巴尔所属的省级选区为贝尔奈县。

## 人口

1962-2008年间乌什地区拉巴尔人口变化图示

乌什地区拉巴尔于2018年1月1日时的人口数量为861人。